# Гало, Орландо
Орландо Мойзес Гало Кальдерон (исп. Orlando Moisés Galo Calderón; 11 августа 2000, Пунтаренас) — коста-риканский футболист, полузащитник клуба «Эредиано» и сборной Коста-Рики.

## Карьера
Воспитанник «Алахуэленсе». После одного сезона в родной команде перешел в «Эредиано», в составе которого неоднократно становился чемпионом страны. Играл за молодежную сборную Коста-Рики. 7 октября 2021 года Гало дебютировал за главную национальную команду страны в матче отборочном турнире на Чемпионат мира 2022 года в Катаре против Гондураса (0:0).

## Достижения
- Чемпион Коста-Рики (3): 2019 (Аппертура), 2021 (Аппертура), 2022.